# Manuel Polster
Manuel Polster (Vienna, 23 dicembre 2002) è un calciatore austriaco, attaccante del Losanna.

## Carriera

### Club
L'11 luglio 2021, dopo aver trascorso due anni nel settore giovanile del Wolfsburg, viene tesserato dallo Stoccarda II. Dopo aver disputato un'ottima stagione in Regionalliga, il 27 giugno 2022 si trasferisce all'Austria Vienna, con cui firma un contratto triennale.

### Nazionale
Ha giocato numerose partite con le varie nazionali giovanili austriache.

## Statistiche

### Presenze e reti nei club
Statistiche aggiornate al 28 ottobre 2022.
| Stagione        | Squadra           | Campionato      | Campionato | Campionato | Coppe nazionali | Coppe nazionali | Coppe nazionali | Coppe continentali | Coppe continentali | Coppe continentali | Altre coppe | Altre coppe | Altre coppe | Totale | Totale | Totale |
| Stagione        | Squadra           | Comp            | Pres       | Reti       | Comp            | Pres            | Reti            | Comp               | Pres               | Reti               | Comp        | Pres        | Reti        | Pres   | Reti   |        |
| --------------- | ----------------- | --------------- | ---------- | ---------- | --------------- | --------------- | --------------- | ------------------ | ------------------ | ------------------ | ----------- | ----------- | ----------- | ------ | ------ | ------ |
| 2021-2022       | Stoccarda II      | RL              | 34         | 6          | -               | -               | -               | -                  | -                  | -                  | -           | -           | -           | 34     | 6      |        |
| 2022-2023       | Austria Vienna II | 2.L             | 5          | 1          | -               | -               | -               | -                  | -                  | -                  | -           | -           | -           | 5      | 1      |        |
| 2022-2023       | Austria Vienna    | BL              | 4          | 1          | CA              | 1               | 0               | UEL+UECL           | 0+3                | 0                  | -           | -           | -           | 8      | 1      |        |
| Totale carriera | Totale carriera   | Totale carriera | 43         | 8          |                 | 1               | 0               |                    | 3                  | 0                  |             | -           | -           | 47     | 8      |        |